# Anisodes ophthalmicata
Anisodes ophthalmicata là một loài bướm đêm trong họ Geometridae.